# Kvitsøy
Kvitsøy é uma comuna da Noruega, com 5 km² de área e 508 habitantes (censo de 2004).
O município é um arquipélago situado a 2 milhas náuticas nordeste da península de Stavanger.  A maior ilha está mal ligada com as outras do arquipélago.